# Basilikon Doron
Il Basilikon Doron è un trattato sul governo scritto dal re Giacomo VI di Scozia (che in seguito sarebbe diventato anche Giacomo I d'Inghilterra), nel 1599.

## Descrizione
Basilikon Doron (Βασιλικὸν Δῶρον) significa in greco antico "dono reale". Venne scritto sotto forma di una lettera privata al figlio maggiore del re, Henry, duca di Rothesay (nato nel 1594). Dopo la morte di Henry nel 1612, James lo trasmise al suo secondo figlio, Charles, nato nel 1600, in seguito divenuto Re Carlo I. Sette copie furono stampate a Edimburgo nel 1599, e fu ripubblicato a Londra nel 1603 e venduto in migliaia di copie.
Questo documento è suddiviso in tre libri, utilizzati come linee guida generali da seguire per diventare un buon monarca. Il primo libro descrive, come cristiano, il dovere di un re verso Dio. Il secondo si concentra sui ruoli e sulle responsabilità dell'ufficio reale, mentre il terzo riguarda il comportamento corretto nella vita quotidiana.
Poiché la prima parte riguarda l'essere un buon cristiano, Giacomo istruì suo figlio ad amare e rispettare Dio oltre che a temerlo. Inoltre, era essenziale studiare attentamente le Sacre Scritture, soprattutto specifici libri, sia nell'Antico che nel Nuovo Testamento. Infine, deve pregare spesso ed essere sempre grato per ciò che Dio gli ha donato.
Nel secondo libro, Giacomo ha incoraggiato suo figlio ad essere un buon re, al contrario di un tiranno, stabilendo ed eseguendo leggi e governando con giustizia ed uguaglianza. Ad esempio, per rilanciare l'economia, era importante invitare mercanti stranieri nel paese basando il cambo valuta su oro e argento. Allo stesso modo, secondo James,
- Un buon monarca deve conoscere bene i suoi sudditi, e quindi sarebbe saggio visitare ciascuno dei regni, ogni tre anni.
- Durante la guerra, si dovrebbe scegliere capitani anziani e con esperienza, ma buoni per guidare un esercito composto da soldati giovani e agili.
- Nella corte e in casa, si dovrebbe selezionare attentamente tra i gentiluomini i servi leali che lo circondino; quando sarebbe arrivato il momento di scegliere una moglie, sarebbe stato meglio se fosse della stessa religione e fosse titolare di una generosa proprietà. Tuttavia, non deve essere in grado di non intromettersi nella politica del governo, svolgendo i suoi doveri domestici.
- Per quanto riguarda l'eredità, per garantire la stabilità, il regno dovrebbe essere lasciato al figlio maggiore e non diviso tra tutti i figli.
- Infine, è molto importante per James che suo figlio conosca bene il suo mestiere, che è quello di governare adeguatamente i suoi sudditi. Per fare questo, deve studiare le leggi del suo regno e partecipare attivamente al Concilio.
- Inoltre, deve conoscere, per scopi militare, la matematica, e per la politica estera, la storia del mondo.

L'ultima parte del Basilikon Doron si concentra sulla vita quotidiana di un monarca. Ad esempio, James consigliò a suo figlio di mangiare carne al fine di essere forte per sostenere i viaggi resi necessari dalla guerra.
- Deve anche stare attento a non bere e dormire eccessivamente.
- Inoltre, il suo guardaroba dovrebbe essere sempre pulito e appropriato e non deve mai permettere che i suoi capelli e le sue unghie crescano eccessivamente.
- Nello scrivere e nel parlare, dovrebbe usare un linguaggio onesto e semplice.

Tutte queste linee guida costituivano un codice di condotta sottostante che doveva essere seguito da tutti i monarchi e da tutti i capi di stato al fine di governare in modo efficiente. James ha raccolto queste indicazioni come risultato della propria esperienza e educazione. Pertanto, ha offerto il Basilikon Doron a suo figlio con la speranza di renderlo un sovrano capace e, forse, di trasmetterlo alle generazioni future.
Nel complesso, ripete l'argomento per il diritto divino dei re, come esposto nel The True Law of Free Monarchies, anche questo un testo scritto da James. ll Re mette in guardia contro i " papisti " e deride i puritani, in linea con la filosofia del re di seguire una "via di mezzo", che si riflette anche nella prefazione alla Bibbia di Re Giacomo del 1611 . Supporta anche la rimozione degli apocrifi dalla Bibbia.
Il Basilikon Doron pubblicato potrebbe essere stato inteso a ritrarre il re in una luce favorevole. James Sempill ha assistito James nella composizione. Robert Waldegrave, che era tenuto al segreto, ne stampò sette copie per volere del re; Henry Taylor ha affermato di averlo pubblicato sul quotidiano di Waldegrave. Richard Royston, e più tardi William Dugard, stamparono ulteriori copie.